# Рона — Альпы
Рона — Альпы (фр. Rhône-Alpes) — бывший регион на юго-востоке Франции. Главным городом был Лион. В рамках территориальной реформы регион Рона — Альпы c 1 января 2016 слился с регионом Овернь в единый регион Овернь — Рона — Альпы.

## География
Бывший регион Рона — Альпы расположен на востоке Франции. На севере граничил с регионами Бургундия и Франш-Конте, на западе — с Овернью, на юге — с регионами Лангедок — Руссильон и Прованс — Альпы — Лазурный Берег. Восток бывшего региона расположен на западном склоне Альп, у границы со Швейцарией и Италией. Самая высокая точка — пик Монблан, на франко-итальянской границе. В центральной части бывшего региона находятся долины рек Рона и Сона. В месте их слияния расположен город Лион. В западной и юго-западной частях территории бывшего региона начинается Центральный массив и протекает река Ардеш, по течению которой образовались самые большие ущелья в Европе.

### Озера
В территории бывшего региона расположены самые большие пресноводные озера Франции:
- Нантуа;
- Бартран;
- Лафре;
- Паладрю;
- Монтенар;
- Буа Франсэ;
- Агубелетт;
- Лак-дю-Бурже;
- Сен-Андре;
- Анси;
- Женевское озеро.

## Язык
Как и в остальной Франции, французский язык был единственным официальным языком в регионе. До середины XX века в регионе был широко распространён франкопровансальский язык, в то время как на юге разговаривали на разновидностях окситанского. Оба языка сейчас находятся в упадке.

## Административное деление
- Площадь: 43 698 км²
- Население: 6 341 160 чел. (2012)
- Административный центр: Лион
- Плотность населения: 144 чел./км²

Флаг региона

- Дееспособное население: 2 619 918 чел.
- ВВП региона: 192 882 млн евро (2013) (9,7 % от ВВП Франции)
- Промышленность: машиностроение, металлургия, химическая, автомобилестроение
- Сельское хозяйство: виноделие, фруктовое, овощное, злаковое

| Департамент | Департамент         | Герб | Площадь  | Население | Префектура   | Плотность населения |
| ----------- | ------------------- | ---- | -------- | --------- | ------------ | ------------------- |
| 01          | Эн                  |      | 5762 км² | 612 191   | Бурк-ан-Брес | 106 чел./км²        |
| 07          | Ардеш               |      | 5529 км² | 318 407   | Прива        | 58 чел./км²         |
| 26          | Дром                |      | 6530 км² | 491 334   | Валанс       | 75 чел./км²         |
| 38          | Изер                |      | 7431 км² | 1 224 993 | Гренобль     | 165 чел./км²        |
| 42          | Луара               |      | 4781 км² | 753 763   | Сент-Этьен   | 158 чел./км²        |
| 69          | Рона                |      | 2715 км² | 471 026   | Лион         | 158 чел./км²        |
| 69          | Лионская метрополия |      | 534 км²  | 1 324 637 | Лион         | 2482 чел./км²       |
| 73          | Савойя              |      | 6028 км² | 421 105   | Шамбери      | 70 чел./км²         |
| 74          | Верхняя Савойя      |      | 4388 км² | 756 501   | Анси         | 172 чел./км²        |

## Экономика
Рона-Альпы являлся процветающим регионом и характеризовался развитой экономикой, уступавшей только региону Иль-де-Франс. Это было связано с большой дифференциацией отраслей и разнообразием производимой продукции. Рона — Альпы был одним из четырёх двигателей Европы. Основное производство бывшего региона было сосредоточено в трёх главных городах: Лионе, Гренобле и Сент-Этьене. Близость Женевы также оказывала сильное влияние на развитие приграничных со Швейцарией областей.
Основные направления в промышленности:
- светотехника и высокотехнологичные отрасли;
- машиностроение;
- точная механическая обработка.

В сфере услуг:
- высокотехнологичные отрасли и нанотехнологии;
- оптика и дизайн;
- горнолыжный (Альпы), культурный туризм (Лион и Гренобль), экстремальные виды спорта и кемпинг (Ардеш);
- образование, университеты в Лионе, Гренобле и Сент-Этьене.

В прошлом в регионе была развита горнодобывающая промышленность, прежде всего добыча угля, однако её развитие было остановлено с 1970-х годов.
В регионе Рона — Альпы вырабатывалось много электроэнергии (18 % во Франции), благодаря гидроэлектростанциям на реках Изер, Луара, Рона и других, теплоэлектростанции возле Лиона и четырём атомным электростанциям.
Также регион был известен своей сельскохозяйственными отраслями, в частности производством вина и сыров.

## Транспорт
Рона — Альпы — был большим транзитным центром, связывавшим северную Францию и Европу со Средиземноморьем. Через территорию бывшего региона проходит Европейский маршрут E15 из Великобритании в Испанию. Международные аэропорты находятся в Лионе, Гренобле, Шамбери и Сент-Этьене, кроме них существует ещё несколько региональных аэропортов и аэробаз.
Регион также является крупным узлом железнодорожного сообщения со скоростными магистралями, связывающими Лион с Парижем и средиземноморским побережьем. Запланирована также скоростная линия из Лиона в Турин.